# Carmelo Villalba
Carmelo Daniel Villalba es un exfutbolista argentino que se desarrolló en la posición de defensa.

## Carrera
Antes de comenzar su carrera profesional en el fútbol, fue Campeón en El Porvenir con la Sexta División en 1979, la misma que justamente dirigía en ese entonces Rubén Moreno. Ese mismo año integró el Seleccionado Juvenil argentino.
Profesionalmente empezó su carrera futbolística cómo lateral derecho y volante en el Porvenir, en ese club jugó 57 partidos entre 1980 y 1981 por la vieja Primera “B” marcando dos goles. Surgido de las Inferiores del club, fue transferido a Chacarita Juniors en 1982, quienes inmediatamente lo traspasaron al club Argentinos Juniors. Para los “bichos” de La Paternal jugó en Primera “A” hasta 1989, jugó para el club durante su edad de oro, donde ganó dos títulos de liga, la Copa Libertadores 1985 y la Copa Interamericana, además de jugar en la final de la Copa Intercontinental ante Juventus de Italia. Jugó hasta 1988 y llegó a los doscientos partidos el 30 de noviembre de 1986 en la derrota 1-2 ante Temperley en el sur. Es quien más partidos disputó en el club sin marcar goles de manera oficial, totalizó 245 partidos.
Luego siguió en Unión y Chacarita entre los años 1989 y 1990, Tigre 1990 a 1992 y Tristán Suárez 1993 a 1995, actuando también para los “lecheros” como ayudante de campo del DT Rubén Moreno.
Después de retirarse como jugador Villalba se convirtió en entrenador, trabajando en el sistema de desarrollo juvenil en Argentinos Juniors.
Desde 2019 Villalba es el coordinador del sistema de desarrollo juvenil en C. V.en Buenos Aires.

## Clubes
| Club               | País      | Año                 |
| ------------------ | --------- | ------------------- |
| El Porvenir        | Argentina | 1979-1980-1981-1982 |
| Argentinos Juniors | Argentina | 1981-1982-1988-1989 |
| Unión              | Argentina | 1988-1989-1990-1991 |
| Chacarita          | Argentina | 1990-1991-1991-1992 |
| Tigre              | Argentina | 1991-1992-1993-1994 |
| Tristán Suárez     | Argentina | 1994-1995           |

## Palmarés

### Campeonatos nacionales
| Título           | Club               | País      | Año    |
| ---------------- | ------------------ | --------- | ------ |
| Primera División | Argentinos Juniors | Argentina | M-1984 |
| Primera División | Argentinos Juniors | Argentina | N-1985 |

### Copas internacionales
| Título              | Club               | Sede          | Año  |
| ------------------- | ------------------ | ------------- | ---- |
| Copa Libertadores   | Argentinos Juniors | Asunción      | 1985 |
| Copa Interamericana | Argentinos Juniors | Puerto España | 1986 |